# Jarace Walker
Jarace Isaiah Walker (Baltimora, 4 settembre 2003) è un cestista statunitense, professionista nella NBA con gli Indiana Pacers.

## Carriera
Dopo aver trascorso una stagione con gli Houston Cougars, nel 2023 si dichiara per il Draft NBA, in cui è selezionato con l'ottava scelta assoluta dai Washington Wizards, che lo cedono subito agli Indiana Pacers in cambio di Bilal Coulibaly.

## Statistiche

### College
| Anno      | Squadra         | PG | PT | MP   | TC%  | 3P%  | TL%  | RP  | AP  | PRP | SP  | PP   |
| --------- | --------------- | -- | -- | ---- | ---- | ---- | ---- | --- | --- | --- | --- | ---- |
| 2022-2023 | Houston Cougars | 36 | 35 | 27,6 | 46,5 | 34,7 | 66,3 | 6,8 | 1,8 | 1,0 | 1,3 | 11,2 |
| Carriera  | Carriera        | 36 | 35 | 27,6 | 46,5 | 34,7 | 66,3 | 6,8 | 1,8 | 1,0 | 1,3 | 11,2 |

### NBA

#### Regular Season
| Anno      | Squadra        | PG  | PT | MP   | TC%  | 3P%  | TL%  | RP  | AP  | PRP | SP  | PP  |
| --------- | -------------- | --- | -- | ---- | ---- | ---- | ---- | --- | --- | --- | --- | --- |
| 2023-2024 | Indiana Pacers | 33  | 0  | 10,3 | 40,9 | 40,0 | 88,9 | 1,9 | 1,2 | 0,5 | 0,3 | 3,6 |
| 2024-2025 | Indiana Pacers | 75  | 5  | 15,8 | 47,2 | 40,5 | 66,7 | 3,1 | 1,5 | 0,7 | 0,3 | 6,1 |
| Carriera  | Carriera       | 108 | 5  | 14,1 | 45,7 | 40,4 | 69,2 | 2,7 | 1,4 | 0,6 | 0,3 | 5,4 |

#### Playoffs
| Anno     | Squadra        | PG | PT | MP  | TC%  | 3P%  | TL%  | RP  | AP  | PRP | SP  | PP  |
| -------- | -------------- | -- | -- | --- | ---- | ---- | ---- | --- | --- | --- | --- | --- |
| 2024     | Indiana Pacers | 9  | 0  | 3,4 | 30,0 | 0,0  | 66,7 | 0,4 | 0,4 | 0,2 | 0,1 | 0,9 |
| 2025     | Indiana Pacers | 12 | 0  | 9,8 | 38,2 | 40,0 | 50,0 | 1,8 | 0,7 | 0,2 | 0,2 | 3,0 |
| Carriera | Carriera       | 21 | 0  | 7,0 | 36,4 | 34,8 | 57,1 | 1,2 | 0,6 | 0,2 | 0,1 | 2,1 |

### G League
| Anno      | Squadra          | PG | PT | MP   | TC%  | 3P%  | TL%  | RP   | AP   | PRP | SP  | PP   |
| --------- | ---------------- | -- | -- | ---- | ---- | ---- | ---- | ---- | ---- | --- | --- | ---- |
| 2023-2024 | Indiana Mad Ants | 19 | 19 | 34,2 | 47,3 | 37,7 | 79,2 | 5,7  | 4,1  | 1,1 | 0,9 | 21,9 |
| 2024-2025 | Indiana Mad Ants | 1  | 1  | 42,1 | 53,3 | 40,0 | 33,3 | 12,0 | 10,0 | 3,0 | 3,0 | 20,0 |
| Carriera  | Carriera         | 20 | 20 | 34,6 | 47,6 | 37,8 | 76,5 | 6,0  | 4,4  | 1,2 | 1,1 | 21,9 |

## Palmarès
- McDonald's All-American (2022)